# Louis Termeer
Aloysius Hubertus (Louis) Termeer (Oirschot, 2 november 1891 – Valkenswaard, 16 juli 1969) was een Nederlands politicus. 
Hij werd geboren als zoon van Hendrikus Johannes Termeer (*1853, leerlooier) en Maria van der Heyden (*1861). Hij was werkzaam bij de gemeentesecretarie van zowel Eersel als Duizel en Steensel voor hij in 1921 benoemd werd tot burgemeester van Nieuwstadt. Ruim vijf jaar later volgde zijn benoeming tot burgemeester van Grubbenvorst en van 1929 tot 1938 was hij de burgemeester van Aarle-Rixtel. Aansluitend was Termeer de burgemeester van Wouw. Daar werd hij in 1941 ontslagen waarna Wouw een NSB'er als burgemeester kreeg. Na de bevrijding in 1944 keerde Termeer terug in zijn oude functie. Hij was vanaf 1947 de burgemeester van Mierlo. Daar werd hem in 1953 ontslag verleend. Hij overleed in 1969 op 77-jarige leeftijd. 